# 焦點解決治療
焦點解決治療（英語：Solution-focused brief therapy）
，或稱尋解導向治療是近年逐步發展至成熟的輔導模式。這輔導模式是一套積極、以行動為主的心理治療，成為後現代主義家庭輔導的代表理論之一。此治療模式於70年代主要由史提夫·狄世沙及燕素·金柏夫妻發展，並於同事於1976年於同事成立短期家庭治療中心，提供個人及家庭心理治療，並且不斷進行臨床經驗進行研究、理論探索及專業培訓，最後逐步演變成輔導模式。

## 發展歷史
1970年代，狄世沙和金柏在一間社區機構工作時，曾希望在與會談室安裝一面單面鏡，用作觀察案主及輔導員的表現，希望找出哪些治療對案主最為有益，但機構對於安裝單面鏡感到不舒服，兩人只好離開工作地方，自立門戶，於美國威斯康辛州的密爾瓦基成立了短期家庭治療中心，而這間治療中心更被形容為中西部的心智研究中心。當時，焦點解決治療仍未正式形成，治療中心當時的治療取向仍是依承心智研究中心的策略家庭治療及米爾頓·艾瑞克森的催眠治療。到了1978年，醫療機構為家庭治療中心大開方便之門，讓治療中心的成員收集案主的回饋，在是次調查中，發現了案主只需要4次的治療便能達到治療效果，相比過去的6至8次縮短了時間，確立了短期治療的重要性。1982年，狄世沙在處理一宗家庭治療時，無法為這個家庭提供介入策略，便與同事商量，結果是在治療模式從醫療模式中的尋找原因改變為聚焦在解決之道，過去的介入手法深受醫療模式的影響，認為需要先為案主進行診斷，然後評估情況，再加以治療，弗洛伊德的精神分析學則是典型的醫療模式，狄世沙等人當時已發展出一套焦點解決的治療手法的雛型，但直至1991年，短期焦點解決治療才正式在金柏的書中出現。

## 基本假設
短期焦點解決治療中有十二項基本假設。
- 用正面的、朝向未來的、朝向解決問題的目標的觀點，能促成改變的發生。
- 任何問題的情境中，總有問題不發生的例外情況，尋找案主的例外情況，讓案主可看到自己的資源及能力。
- 沒有一件事是永遠相同的，任何一個時刻，改變都在發生。
- 小改變能累積成大改變，亦能化解案主對改變的不安。
- 案主和輔導員的關係是合作的。
- 案主擁有解決自身問題所需的能力。
- 世界的意義是由個人的經驗構成的，因此治療不探究問題的成因，只聚焦事件中的行動和反應。
- 人的行為與問題的介定是互相循環，因此需要改變人的觀點。
- 意義存在於反應中，案主的反應能反映出案主的參與程度。
- 案主是自身問題的專家，案主最清楚自己的問題和最適合自己的解決方法。
- 家庭是整體生的，家庭其中一員的改變，將會引發其他成員的改變。
- 治療成員中需試著行動以促使目標達成。

## 黃金定律
短期焦點解決治療借用了心智研究社的三條黃金定律，作為治療的指引。

### 如無破損，不作干预
此定律是指輔導員如無得到案主的邀請，不應就案主的其他問題作出取向。焦點解決治療相信困擾案主的問題只是人生一少部分，其他都是健康的，而人亦有內在的資源去處理其他的問題，在建構主義下，問題的定義取決於案主的經驗及認知，輔導員無需為案主介定何謂問題，如案主認為某部分的生活並無破損，輔導員則不用處理有關的問題。

### 知其可行，宜乎多做
此定律鼓勵、推動案主積極及有效的行為，成功的經驗可作為案主改善生活的借鏡，輔導員與案主共同檢視解決問題的方法，尋找成功的模式。

### 知其不可行，切莫再試，宜棄舊立新
此定律旨在對失敗行為作出反省，人類會將過往行之有效的方法一直套用，但當問題的本質改變時，過往的方法則可能未必有效，當採取的方法未能改善問題時，放棄繼續採用，改以其他方法解決問題。

## 案主類型
根據案主的面談動機、人格特質及與輔導員的工作關係，可以將案主分為訪客、投訴者及消費者。訪客是指那些被迫接受輔導的案主，例如被法院判決的個案，他們並不認為自身出現問題，他們認為問題更可能出自其他人的身上，故此他們對解決問題興趣不大，與輔導員的對話大都空洞而漫無目的，因此輔導員難以與案主共同找出問題所在及建立工作目標。投訴者是指那些經常投訴的人，他們深知問題的困擾，亦清楚工作的目標，但其目標是教訓或修理他人，例如家長及教師，他們並不體會到自身其實是建構解決之道的一部分，往往只會置身事外，祈求別人會作出改變。消費者是指深感問題的困擾，亦明白改變行為，對解決問題有所幫助，知道自己是解決問題的一部分，更樂意做些事情去處理問題。

## 有用問句
短期焦點解決治療的初期，金柏發展出五種問句，作為輔導的主要技巧，分別是面談前的改變、例外情境、奇蹟問題、刻度問題及應付問題，但後來香港學者朱志強等人，將五組問句修訂成六組問句，第一是例外情境，指問題不呈現的時刻或困難舒緩的時候，第二是奇蹟問題，指邀請案主想像問題不再困擾的情境，第三是刻度問題，指以數字1~5為基礎，讓案主清楚介定問題的難度等級，第四是應付問題，指找出案主面對困難時的應付方法，第五是關係問題，旨在將案主連繫到一個系統架構內，第六是指在例外情境、奇蹟問題及應付方法時，探索更多的可能性。

## 應用
近十年來，隨著焦點解決治療的發展，焦點解決治療的研究及應用性也越來越廣，當中包括於兒童、中輟生、
大學生、成人的個別治療研究，同時亦適用於酗酒者、受性侵犯人士、受虐待的成年人、家庭暴力受害者、物質濫用者、抑鬱症患者、哀傷治療、院舍模式及小組治療等。

## 有效性
短期焦點解決治療的有效性，分別在美國、英國、加拿大及香港的研究中得到證實。焦點解決治療最早期的效性研究來自短期家庭治療中心的研究，當中72%的個案有進步，平均節數為六節，其後於1990年的研究成功率約為80%，1997年的研究成功率為77%。英國的研究成功率約為66%，香港及加拿大的成功率分別為80&%及65%。學者林白及白俊曾就不同的治療模式作出文獻回顧，得出一般的治療模式的平均成功率約為66%，以上研究的成功率皆比這平均值高。

## 貢獻
焦點解決治療建基於建構主義之下，強調了人類的認知實為經驗的累積，為日趨專業化的社會工作作出了提醒，專業化令社工未能與案主建立一個協作的關係，有可能忽略了案主對意義世界及生活世界的理解，單以專業理論知識剖析案主的問題，拉遠了案主與輔導員的距離，焦點解決治療重申讓案主重整自己的意義世界，並非由專家強加於案主身上，令雙方能建立一個尊重的關係。同時，焦點解決治療改善了系統理論及結構性家庭治療的弱點，以上的治療手法可能要求輔導員會見案主的家人，但未必所有的家庭成員都能配合治療，因此焦點解決治療只需用關係問題勾劃出家庭成員的關係，減少了因家庭成員的抗拒性影響了治療效果。還有，此治療避免了因文化、種族等差異影響治療效果，此治療以未知的態度，使用案主的知覺，並強調以案主的建構框架中工作，案主才是問題的專家，因此只需依案主的價值、傳統及習慣來處理問題，短期家庭治療中心於1992年的研究亦指出，不同的種族及工作並不會影響案主的滿意程度。

## 批評
焦點解決治療最主要被批評為指其政治模糊，批評者認為心理治療將問題個人化及家庭化，迴避了案主及社會上的性別不平等、階級剝削、財富不均及歧視等問題，與社會工作的核心價值產生衝突，忽略了社會公義的問題。